# گلامره
گلامره (به زبان مازندرانی: گُلاَمره)، روستایی است از توابع بخش مرزن‌آباد شهرستان چالوس در استان مازندران ایران.

## جمعیت
این روستا در دهستان بیرون‌بشم قرار دارد و براساس سرشماری مرکز آمار ایران در سال ۱۳۸۵، جمعیت آن ۱۱۵ نفر (۲۸خانوار) بوده‌است. مردم گلامره از قومیت طبری هستند. مردم گلامره به زبان طبری با گویش چالوسی سخن می‌گویند.